# Ramphocelus
Ramphocelus este un gen de păsări cântătoare de talie mică și medie din familia Thraupidae. Se găsesc în America Centrală și de Sud și, ocazional, în partea de sud a Americii de Nord. Pentru cele mai multe dintre ele, pădurile tropicale sau marginile acestora reprezintă habitatul preferat. Aspectul variază, dar în majoritatea cazurilor sunt păsări de mărime medie, cu colorit variat și dimorfism sexual marcat. Femelele tind să fie mai maronii.

## Taxonomie
Genul Ramphocelus a fost introdus de zoologul francez Anselme Gaëtan Desmarest în 1805. Numele combină cuvintele grecești antice rhamphos „cioc” și koilos „concav”. Specia tip a fost desemnată ca tanager brazilian de zoologul englez George Robert Gray în 1855.

### Specii
Genul conține nouă specii:
- Ramphocelus sanguinolentus
- Ramphocelus nigrogularis
- Ramphocelus dimidiatus
- Ramphocelus melanogaster
- Ramphocelus carbo
- Ramphocelus bresilia
- Ramphocelus passerinii
- Ramphocelus flammigerus
- Ramphocelus icteronotus